# تویا لیش
تویا لیش (به لاتین: Tuya-Lyash) یک منطقهٔ مسکونی در قرقیزستان است که در جلال‌آباد واقع شده‌است.

## خصوصیات
تویا لیش ۷۰۶ متر بالاتر از سطح دریا واقع شده‌است.